# Leobodes monstruosus
Leobodes monstruosus är en kvalsterart som beskrevs av Jeleva och Vu 1987. Leobodes monstruosus ingår i släktet Leobodes och familjen Nippobodidae. Inga underarter finns listade i Catalogue of Life.